# Adontomerus amygdali
Adontomerus amygdali is een vliesvleugelig insect uit de familie Torymidae. De wetenschappelijke naam is voor het eerst geldig gepubliceerd in 1958 door Boucek.